# Ronde van de Ain 2013
De 25e editie van de wielerwedstrijd Ronde van de Ain (Frans: Tour de l'Ain 2013) werd gehouden van 9 augustus tot en met 13 augustus 2013 in Ain, Frankrijk. De meerdaagse wielerkoers maakte deel uit van de UCI Europe Tour 2013. Titelverdediger was de Amerikaan Andrew Talansky. De Fransman Romain Bardet won deze editie

## Deelnemende ploegen
UCI World Tour-ploegen
- AG2R-La Mondiale
- Belkin Pro Cycling
- FDJ.fr
- Team Garmin-Sharp
- Omega Pharma-Quickstep
- Team Saxo-Tinkoff
- Vacansoleil-DCM

Professionele continentale ploegen
- Bretagne-Séché Environnement
- Cofidis
- Colombia
- Sojasun
- Androni Giocattoli
- Team Europcar
- IAM Cycling

Continentale ploegen
- Auber 93
- Vélo-Club La Pomme Marseille
- Rabobank Development Team
- Roubaix Lille Métropole

Nationale jeugdselecties
- Colombia Jeugdselectie
- Frankrijk Jeugdselectie

## Deelnemende Belgen en Nederlanders
| Naam              | Rugnummer | Nationaliteit | Ploeg                     | Uitslag |
| ----------------- | --------- | ------------- | ------------------------- | ------- |
| Martijn Keizer    | 24        | Nederland     | Vacansoleil-DCM           | 63      |
| Wout Poels        | 25        | Nederland     | Vacansoleil-DCM           | 8       |
| Bert-Jan Lindeman | 26        | Nederland     | Vacansoleil-DCM           | 79      |
| Nico Sijmens      | 36        | België        | Cofidis                   | 88      |
| Dries Devenyns    | 52        | België        | Omega Pharma-Quickstep    | 10      |
| Nikolas Maes      | 53        | België        | Omega Pharma-Quickstep    | 84      |
| Gianni Meersman   | 54        | België        | Omega Pharma-Quickstep    | DNF     |
| Pieter Serry      | 55        | België        | Omega Pharma-Quickstep    | 11      |
| Emiel Dolfsma     | 101       | Nederland     | Rabobank Development Team | 45      |
| Dylan van Baarle  | 102       | Nederland     | Rabobank Development Team | 35      |
| Martijn Tusveld   | 104       | Nederland     | Rabobank Development Team | 36      |
| Lars van der Haar | 105       | Nederland     | Rabobank Development Team | 55      |
| Niels Wubben      | 106       | Nederland     | Rabobank Development Team | 54      |
| Stef Clement      | 121       | Nederland     | Belkin Pro Cycling        | 42      |
| Marc Goos         | 123       | Nederland     | Belkin Pro Cycling        | 39      |
| Steven Kruijswijk | 124       | Nederland     | Belkin Pro Cycling        | 26      |
| Tom-Jelte Slagter | 126       | Nederland     | Belkin Pro Cycling        | 9       |
| Kevyn Ista        | 164       | België        | IAM Cycling               | 52      |

## Deelnemende Nationale kampioenen
| Naam                   | Rugnummer | Nationaliteit | Ploeg       | Uitslag |
| ---------------------- | --------- | ------------- | ----------- | ------- |
| Matthias Brändle (ITR) | 162       | Oostenrijk    | IAM Cycling | 67      |

## Etappe-overzicht
| etappe | datum       | start                       | finish             | afstand          | winnaar           | klassementsleider |
| ------ | ----------- | --------------------------- | ------------------ | ---------------- | ----------------- | ----------------- |
| 1e     | 9 augustus  | Trévoux                     | Trévoux            | 3.3 km (Proloog) | Gianni Meersman   | Gianni Meersman   |
| 2e     | 10 augustus | Lagnieu                     | Bourg-en-Bresse    | 128.3 km         | Leonardo Duque    | Gianni Meersman   |
| 3e     | 11 augustus | Courtes (Ferme de la Forêt) | Oyonnax            | 147.6 km         | Grega Bole        | Fabio Felline     |
| 4e     | 12 augustus | Izernore                    | Lélex (Monts Jura) | 137.9 km         | Luis León Sánchez | Tom-Jelte Slagter |
| 5e     | 13 augustus | Nantua                      | Belley             | 134.3 km         | Wout Poels        | Romain Bardet     |

## Etappe-uitslagen

### 1e etappe
| Trévoux - Trévoux (3.3 km Proloog) |                 |                              |       |
| Plaats                             | Naam            | Ploeg                        | Tijd  |
| Winnaar                            | Gianni Meersman | Omega Pharma-Quickstep       | 5'31" |
| 2                                  | Dries Devenyns  | Omega Pharma-Quickstep       | z.t.  |
| 3                                  | Arnaud Gérard   | Bretagne-Séché Environnement | +1"   |
|                                    |                 |                              |       |
| 4                                  | Stef Clement    | Belkin Pro Cycling           | +2"   |

| Algemeen klassement |                 |                              |       |
| Plaats              | Naam            | Ploeg                        | Tijd  |
| Gele trui           | Gianni Meersman | Omega Pharma-Quickstep       | 5'31" |
| 2                   | Dries Devenyns  | Omega Pharma-Quickstep       | z.t.  |
| 3                   | Arnaud Gérard   | Bretagne-Séché Environnement | +1"   |
|                     |                 |                              |       |
| 4                   | Stef Clement    | Belkin Pro Cycling           | +2"   |

### 2e etappe
| Lagnieu - Bourg-en-Bresse (128.3 km) |                   |                              |          |
| Plaats                               | Naam              | Ploeg                        | Tijd     |
| Winnaar                              | Leonardo Duque    | Colombia                     | 3u45'23" |
| 2                                    | Yannick Martinez  | Vélo-Club La Pomme Marseille | z.t.     |
| 3                                    | Romain Feillu     | Vacansoleil-DCM              | z.t.     |
|                                      |                   |                              |          |
| 4                                    | Nikolas Maes      | Omega Pharma-Quickstep       | z.t.     |
| 26                                   | Lars van der Haar | Rabobank Development Team    | z.t.     |

| Algemeen klassement |                 |                              |          |
| Plaats              | Naam            | Ploeg                        | Tijd     |
| Gele trui           | Gianni Meersman | Omega Pharma-Quickstep       | 3u50'54" |
| 2                   | Dries Devenyns  | Omega Pharma-Quickstep       | z.t.     |
| 3                   | Arnaud Gérard   | Bretagne-Séché Environnement | +1"      |
|                     |                 |                              |          |
| 4                   | Stef Clement    | Belkin Pro Cycling           | +2"      |

### 3e etappe
| Courtes (Ferme de la Forêt) - Oyonnax (147.6 km) |                |                        |          |
| Plaats                                           | Naam           | Ploeg                  | Tijd     |
| Winnaar                                          | Grega Bole     | Vacansoleil-DCM        | 3u35'04" |
| 2                                                | Fabio Felline  | Androni Giocattoli     | z.t.     |
| 3                                                | Fabian Wegmann | Team Garmin-Sharp      | z.t      |
|                                                  |                |                        |          |
| 5                                                | Pieter Serry   | Omega Pharma-Quickstep | z.t.     |
| 6                                                | Wout Poels     | Vacansoleil-DCM        | z.t.     |

| Algemeen klassement |                |                              |          |
| Plaats              | Naam           | Ploeg                        | Tijd     |
| Gele trui           | Fabio Felline  | Androni Giocattoli           | 7u25'54" |
| 2                   | Dries Devenyns | Omega Pharma-Quickstep       | +4"      |
| 3                   | Arnaud Gérard  | Bretagne-Séché Environnement | +5"      |
|                     |                |                              |          |
| 4                   | Stef Clement   | Belkin Pro Cycling           | +6"      |

### 4e etappe
| Izernore - Lélex (Monts Jura) (137.9 km) |                   |                        |          |
| Plaats                                   | Naam              | Ploeg                  | Tijd     |
| Winnaar                                  | Luis León Sánchez | Belkin Pro Cycling     | 3u27'58" |
| 2                                        | Tom-Jelte Slagter | Belkin Pro Cycling     | +1"      |
| 3                                        | Romain Bardet     | AG2R-La Mondiale       | +1"      |
|                                          |                   |                        |          |
| 9                                        | Pieter Serry      | Omega Pharma-Quickstep | +2'13"   |

| Algemeen klassement |                   |                        |           |
| Plaats              | Naam              | Ploeg                  | Tijd      |
| Gele trui           | Tom-Jelte Slagter | Belkin Pro Cycling     | 10u53'53" |
| 2                   | Luis León Sánchez | Belkin Pro Cycling     | +4"       |
| 3                   | Stéphane Rossetto | Auber 93               | +20"      |
|                     |                   |                        |           |
| 9                   | Dries Devenyns    | Omega Pharma-Quickstep | +2'18"    |

### 5e etappe
| Nantua - Belley (134.3 km) |               |                        |          |
| Plaats                     | Naam          | Ploeg                  | Tijd     |
| Winnaar                    | Wout Poels    | Vacansoleil-DCM        | 3u15'13" |
| 2                          | Romain Bardet | AG2R-La Mondiale       | z.t.     |
| 3                          | John Gadret   | AG2R-La Mondiale       | z.t.     |
|                            |               |                        |          |
| 7                          | Pieter Serry  | Omega Pharma-Quickstep | z.t.     |

## Eindklassementen
| Plaats    | Naam                  | Ploeg                  | Tijd      |
| --------- | --------------------- | ---------------------- | --------- |
| Gele trui | Romain Bardet         | AG2R-La Mondiale       | 14u09'22" |
| 2         | Luis León Sánchez     | Belkin Pro Cycling     | + 1'13"   |
| 3         | John Gadret           | AG2R-La Mondiale       | + 1'15"   |
| 4         | Sébastien Reichenbach | IAM Cycling            | + 1'37"   |
| 5         | Stéphane Rossetto     | Auber 93               | + 1'50"   |
| 6         | Thibaut Pinot         | FDJ.fr                 | + 1'55"   |
| 7         | Kenny Elissonde       | FDJ.fr                 | + 2'00"   |
| 8         | Wout Poels            | Vacansoleil-DCM        | z.t.      |
| 9         | Tom-Jelte Slagter     | Belkin Pro Cycling     | + 2'01"   |
| 10        | Dries Devenyns        | Omega Pharma-Quickstep | + 3'48"   |

| Plaats      | Naam              | Ploeg                  | Punten |
| ----------- | ----------------- | ---------------------- | ------ |
| Groene trui | Romain Bardet     | AG2R-La Mondiale       | 43     |
| 2           | Wout Poels        | Vacansoleil-DCM        | 41     |
| 3           | Luis León Sánchez | Belkin Pro Cycling     | 37     |
|             |                   |                        |        |
| 7           | Dries Devenyns    | Omega Pharma-Quickstep | 28     |

| Plaats                      | Naam              | Ploeg              | Punten |
| --------------------------- | ----------------- | ------------------ | ------ |
| Bolletjestrui (wit op rood) | Matthias Brändle  | IAM Cycling        | 35     |
| 2                           | Steven Kruijswijk | Belkin Pro Cycling | 27     |
| 3                           | Hubert Dupont     | AG2R-La Mondiale   | 22     |

| Plaats     | Naam             | Ploeg                        | Tijd      |
| ---------- | ---------------- | ---------------------------- | --------- |
| Witte trui | Kenny Elissonde  | FDJ.fr                       | 14u11'22" |
| 2          | Clément Chevrier | Frankrijk Jeugdselectie      | +5'46"    |
| 3          | Merhawi Kudus    | Bretagne-Séché Environnement | +6'24"    |
|            |                  |                              |           |
| 9          | Dylan van Baarle | Rabobank Development Team    | +17'21"   |

| Plaats | Ploeg              | Tijd      |
| ------ | ------------------ | --------- |
| 1      | Belkin Pro Cycling | 42u37'34" |
| 2      | AG2R-La Mondiale   | +1'27"    |
| 3      | Auber 93           | +20'08"   |

Etappewedstrijden

 Ster van Bessèges · 
 Ronde van de Middellandse Zee · 
 Ruta del Sol · 
 Ronde van de Algarve · 
 Ronde van de Haut-Var · 
 Driedaagse van West-Vlaanderen · 
 Internationale Wielerweek · 
 Internationaal Wegcriterium · 
 Driedaagse van De Panne-Koksijde · 
 Ronde van de Sarthe · 
 Ronde van Trentino · 
 Ronde van Turkije · 
 Ronde van Asturië · 
 Vierdaagse van Duinkerke · 
 Ronde van Azerbeidzjan · 
 Szlakiem Grodòw Piastowskich · 
 Ronde van Castilië en León · 
 Ronde van Picardië · 
 Ronde van Noorwegen · 
 World Ports Classic · 
 Ronde van Beieren · 
 Ronde van België · 
 Tour des Fjords · 
 Ronde van Estland · 
 Ronde van Luxemburg · 
 Boucles de la Mayenne · 
 Ster ZLM Toer · 
 Ronde van Slovenië · 
 Route du Sud · 
 Ronde van Oostenrijk · 
 Sibiu Cycling Tour · 
 Ronde van Wallonië · 
 Ronde van Portugal · 
 Ronde van Denemarken · 
 Ronde van de Ain · 
 Ronde van Burgos · 
 Arctic Race of Norway · 
 Ronde van de Limousin · 
 Ronde van Poitou-Charentes · 
 Wielerweek van Lombardije · 
 Ronde van Groot-Brittannië · 
 Ronde van Gévaudan Languedoc-Roussillon · 
 Eurométropole Tour
Eendaagse wedstrijden

 GP La Marseillaise · 
 Grote Prijs van de Etruskische Kust · 
 Trofeo Palma · 
 Trofeo Ses Salines · 
 Trofeo Serra de Tramuntana · 
 Trofeo Platja de Muro · 
 Trofeo Laigueglia · 
 Ronde van Murcia · 
 Omloop Het Nieuwsblad · 
 Classic Sud Ardèche · 
 GP Lugano · 
 Clásica de Almería · 
 Kuurne-Brussel-Kuurne · 
 La Drôme Classic · 
 Le Samyn · 
 GP Città di Camaiore · 
 Strade Bianche · 
 Roma Maxima · 
 Ronde van Drenthe · 
 Dwars door Drenthe · 
 Nokere Koerse · 
 GP Nobili Rubinetterie · 
 Handzame Classic · 
 Classic Loire-Atlantique · 
 Grote Prijs van Cholet-Pays de Loire · 
 Dwars door Vlaanderen · 
 Route Adélie de Vitré · 
 Volta Limburg Classic · 
 Grote Prijs Miguel Indurain · 
 Ronde van La Rioja · 
 Scheldeprijs · 
 GP Pino Cerami · 
 Klasika Primavera · 
 Parijs-Camembert · 
 Brabantse Pijl · 
 GP Denain · 
 Ronde van de Finistère · 
 Tro Bro Léon · 
 Ronde van Keulen · 
 La Roue Tourangelle · 
 Rund um den Finanzplatz Eschborn-Frankfurt · 
 Ronde van de Somme · 
 ProRace Berlin · 
 Grote Prijs van Plumelec · 
 Boucles de l'Aulne · 
 Ronde van Zeeland Seaports · 
 Trofeo Melinda · 
 GP Kanton Aargau · 
 Ronde van Limburg · 
 Ronde van de Apennijnen · 
 Halle-Ingooigem · 
 Trofeo Matteotti · 
 Prueba Villafranca de Ordizia · 
 GP Industria & Artigianato-Larciano · 
 Ronde van Toscane · 
 Circuito de Getxo · 
 Polynormande · 
 RideLondon Classic · 
 GP Stad Zottegem · 
 Dutch Food Valley Classic · 
 Châteauroux Classic de l'Indre · 
 Druivenkoers Overijse · 
 Ronde van Veneto · 
 Schaal Sels · 
 Memorial Rik Van Steenbergen · 
 Brussels Cycling Classic · 
 GP Fourmies · 
 Ronde van de Doubs · 
 GP Jef Scherens · 
 Coppa Bernocchi · 
 Coppa Agostoni · 
 GP van Wallonië · 
 Ronde van de Drie Valleien · 
 Kampioenschap van Vlaanderen · 
 Memorial Marco Pantani · 
 Grote Prijs Impanis-Van Petegem · 
 GP van Isbergues · 
 GP Industria & Commercio di Prato · 
 Omloop van het Houtland · 
 Duo Normand · 
 Milaan-Turijn · 
 Ronde van Piëmont · 
 Ronde van het Münsterland · 
 Pro Cycling Marathon · 
 Ronde van de Vendée · 
 Memorial Frank Vandenbroucke · 
 Coppa Sabatini · 
 Parijs-Bourges · 
 Ronde van Emilia · 
 GP Beghelli · 
 Parijs-Tours · 
 Nationale Sluitingsprijs · 
 Ronde van Romagna · 
 Chrono des Nations